# Once Upon a Time in the West (chanson)
Pour les articles homonymes, voir Once Upon a Time in the West (homonymie).
Pistes de Communiqué
News
Once Upon a Time in the West est une chanson du groupe britannique Dire Straits. Elle a été écrite par Mark Knopfler, et apparait sur l'album Communiqué en 1979. Elle ouvre le concert Alchemy enregistré en 1984.